# 北海道立道民の森
道民の森（どうみんのもり）は、北海道石狩郡当別町と樺戸郡月形町ある森林レクリエーション施設。「水源の森百選」に選定されている「当別水源の森」地域になっている。

## 概要
北海道が1985年（昭和60年）の「国際森林年」を契機として、所有する約12,000 haの森林に整備した森林総合利用施設。森林公園の面積としては日本国内最大になっている。6ヶ所の地区に分かれており、「森に集う・森に学ぶ・森に遊ぶ」をテーマに森林と親しみ、森林を知り、その恵みを受けながら自然とともに活きる心を育てる場を作ることを目指している。開園期間中は様々なイベントを開催しており、「道民の森」ボランティア協会が活動しているほか、森林環境教育事業として子ども達の好奇心を目覚めさせる自然の不思議や感動する気持ち（センス・オブ・ワンダー）を大切にした環境教育プログラム（ワンダースクールプログラム）を設けている。「神居尻地区」では牧野跡地の水源涵養機能の回復・維持などを目的とした「水源の森づくり」活動を行っている。

## 施設

### 神居尻地区
神居尻地区
- 開園期間：5月1日から10月31日
- 案内所

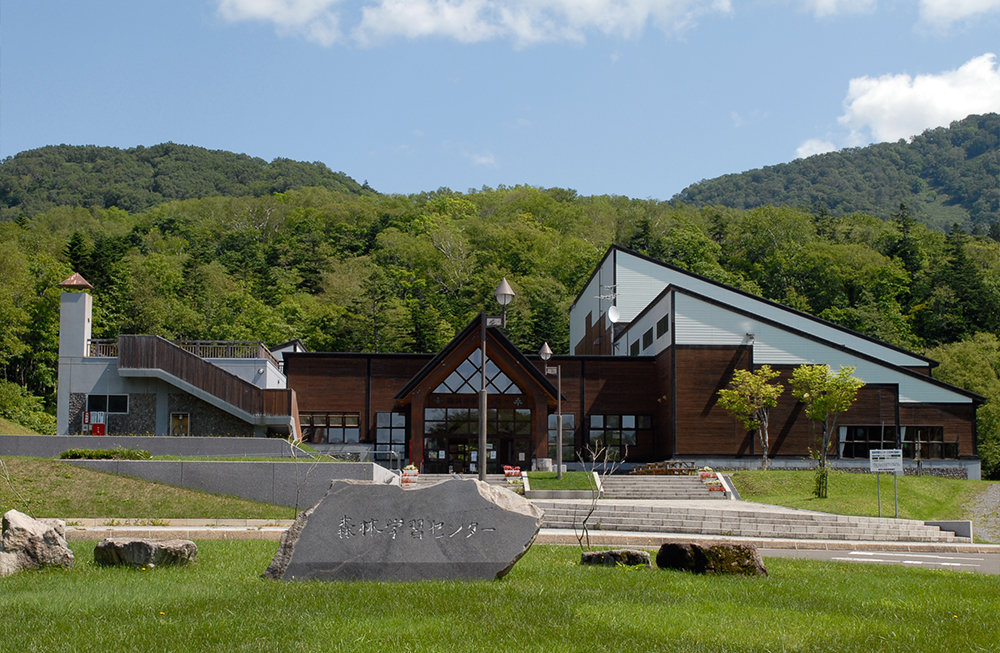
森林学習センター
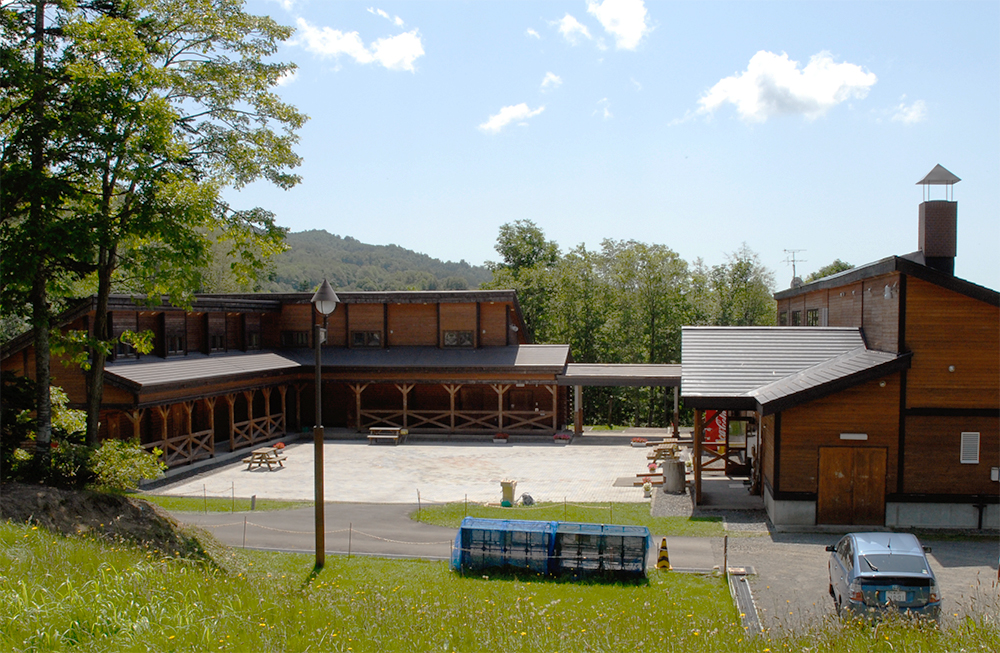
コテージ
  - 体育館
  - 研修室
  - 展示ホール
  - 木の砂場
  - 保健室
  - 管理室
- コテージ
  - 管理棟A（宿泊不可）
  - やすらぎ棟（4人部屋、6人部屋）
  - こもれび棟（4人部屋、6人部屋）
  - 管理棟B（4人部屋、6人部屋）
  - せせらぎ棟（4人部屋、6人部屋）
- 林間キャンプ場
  - 炊事棟
  - 営火場
- デイキャンプ場
- サイクリングセンター
- 売店「フォレストハウス」
- 駐車場
  - 第1駐車場：乗用車147台
  - 第2駐車場：バス13台

- 森林学習センター
- コテージ

### 一番川地区
一番川地区
- 開園期間：5月1日から9月30日
- 案内所
- オートキャンプ場[10]
  - 焼肉棟
- 自然体験キャンプ場
  - 炊事棟
  - 焼肉棟
  - 五右衛門風呂
- 駐車場：乗用車50台、バス2台

### 青山ダム地区
青山ダム地区
青山ダムに隣接している。2016年度（平成28年度）からパークゴルフ場、トロッコの施設を廃止し、ボランティア団体などが森林整備を行うフィールドに転換する。

### 牧場南地区
牧場南地区
「青山ダム地区」と同様にボランティア団体などが森林整備を行うフィールドに転換する。

### 月形地区
月形地区
- 開園期間：5月1日から10月31日
- バンガロー（4人用、10人用）
  - 炊事棟
- 木工芸館
- 学習キャンプ場（ペット同伴可能）
  - 炊事棟
  - 焼肉棟
- 案内所・陶芸館
- 駐車場
  - 第1駐車場：乗用車7台、バス8台
  - 第2駐車場：乗用車35台

### 青山中央地区
青山中央地区
- 開園期間：5月1日から10月31日
- 案内広場
- 協働の森
- 駐車場：あり

## 登山
登山は神居尻地区から神居尻山に至る3つのコース、一番川地区からピンネシリや隈根尻山に向かうコースがある。
- 神居尻登山道
  - Aコース：神居尻地区→6 km→神居尻山
  - Bコース：神居尻地区→2.6 km→神居尻山
  - Cコース：神居尻地区→2.5 km→神居尻山
- 一番川登山道
  - ピンネシリコース：一番川地区→5.4 km→ピンネシリ→1.1 km→待根山→3.9 km→隈根尻山
  - 隈根尻コース：一番川地区→4.9 km→隈根尻山→3.9 km→待根山→1.1 km→ピンネシリ

## 参考資料
- “「道民の森」概要” (PDF).  北海道. 2016年12月28日閲覧。